# 旃檀寺站
旃檀寺站位于中华人民共和国四川省成都市新都区斑竹园街道万石路与新竹大道交叉口地下，是成都地铁27号线的地铁车站，于2024年12月19日启用。

## 车站概要
旃檀寺站位于新都区斑竹园街道万石路新竹大道路口北侧路东，沿万石路南北向设置。因附近成都市文物保护单位旃檀寺而得名。本站在规划阶段曾用名“万石路站”。

## 车站结构
旃檀寺站为地上三层高架11米宽岛式站台车站，全长120米，宽18.8米，总建筑面积7956平方米。
| 地上 三层 |                                   | 27号线列车往石佛方向 （兴城大道） |  |
| 地上 三层 | 岛式站台，左边车门将会开启        |                                   |  |
| 地上 三层 | 27号线列车往蜀鑫路方向 （石门坎） |                                   |  |
| 地上 二层 | 站厅层                            | 安检、自动售票机、车站商店        |  |
| 地面      | 架空层                            | 出入口                            |  |

## 出入口
本站目前开放4个出入口。
|              |                                |                                                        |      |
| 出口编号     | 设施                           | 出口指示                                               | 照片 |
|              |                                | 金凤凰大道新都段、旃檀路                               |      |
| 出口 · B · 1 | 无障碍电梯                     | 金凤凰大道新都段、旃柏路东段、瑞祥路、旃檀路、兴贸大道 |      |
| 出口 · B · 2 |                                | 金凤凰大道新都段、旃柏路东段、兴贸大道                 |      |
| 出口 · C     | 无障碍电梯 无障碍卫生间 哺乳室 | 金凤凰大道新都段、新竹大道                             |      |